# MapReduce
MapReduce – platforma do przetwarzania równoległego dużych zbiorów danych w klastrach komputerów stworzona przez firmę Google. Nazwa była zainspirowana funkcjami „map” i „reduce” z programowania funkcyjnego. Część platformy została opatentowana w USA.
Operacje realizowane są podczas dwóch kroków:
- Krok „map” – węzeł nadzorczy (master node) pobiera dane z wejścia i dzieli je na mniejsze podproblemy, po czym przesyła je do węzłów roboczych (ang. worker nodes). Każdy z węzłów roboczych może albo dokonać kolejnego podziału na podproblemy, albo przetworzyć problem i zwrócić odpowiedź do głównego programu.

- Krok „reduce” – główny program bierze odpowiedzi na wszystkie podproblemy i łączy je w jeden wynik – odpowiedź na główny problem.

Główną zaletą MapReduce jest umożliwienie łatwego rozproszenia operacji. Zakładając, że każda z operacji „map” jest niezależna od pozostałych, może być ona realizowana na osobnym serwerze.